# Currie Cup Premier Division 2005
La Currie Cup Premier Division de 2005 fue la sexagésima séptima edición del principal torneo de rugby provincial de Sudáfrica.
El campeón fue el equipo de Free State Cheetahs quienes obtuvieron su segundo campeonato.

## Clasificación

### Sección X
| Pos. | Equipo           | Encuentros | Encuentros | Encuentros | Encuentros | Tantos | Tantos | Tantos | PB | PB | Puntos |
| Pos. | Equipo           | PJ         | PG         | PE         | PP         | F      | C      | Dif    | BO | BD | Puntos |
| ---- | ---------------- | ---------- | ---------- | ---------- | ---------- | ------ | ------ | ------ | -- | -- | ------ |
| 1.º  | Blue Bulls       | 8          | 8          | 0          | 0          | 347    | 115    | +232   | 5  | 0  | 37     |
| 2.º  | Golden Lions     | 8          | 6          | 0          | 2          | 275    | 204    | +71    | 5  | 1  | 30     |
| 3.º  | Natal Sharks     | 8          | 4          | 0          | 4          | 238    | 235    | +3     | 3  | 0  | 19     |
| 4.º  | Boland Cavaliers | 8          | 3          | 0          | 5          | 221    | 282    | -61    | 4  | 1  | 17     |

### Sección Y
| Pos. | Equipo              | Encuentros | Encuentros | Encuentros | Encuentros | Tantos | Tantos | Tantos | PB | PB | Puntos |
| Pos. | Equipo              | PJ         | PG         | PE         | PP         | F      | C      | Dif    | BO | BD | Puntos |
| ---- | ------------------- | ---------- | ---------- | ---------- | ---------- | ------ | ------ | ------ | -- | -- | ------ |
| 1.º  | Western Province    | 8          | 5          | 0          | 3          | 235    | 179    | +56    | 5  | 1  | 26     |
| 2.º  | Free State Cheetahs | 8          | 4          | 0          | 4          | 215    | 177    | +38    | 2  | 2  | 20     |
| 3.º  | Griquas             | 8          | 1          | 0          | 7          | 168    | 308    | -140   | 4  | 2  | 10     |
| 4.º  | Leopards            | 8          | 1          | 0          | 7          | 218    | 417    | -199   | 3  | 0  | 7      |

|  | Semifinales. |

### Semifinal
| 15 de octubre | Blue Bulls | 31 - 23 | Golden Lions | Loftus Versfeld, Pretoria |  |

| 15 de octubre | Western Province | 11 - 16 | Free State Cheetahs | Newlands Stadium, Ciudad del Cabo |  |

### Final
| 22 de octubre | Blue Bulls | 25 - 29 | Free State Cheetahs | Loftus Versfeld, Pretoria |  |

| Bandera de Sudáfrica        |
| Campeón Free State Cheetahs |
| Segundo título              |